# English Harbour
English Harbour (traducibile come "porto inglese") è una località nella parte meridionale dell'isola di Antigua con 778 abitanti (censimento 2001). La località prende nome dal vicino porto dove la Royal Navy ebbe la propria base durante il diciottesimo secolo.
English Harbour è nota per l'attrazione turistica Nelson's Dockyard che si trova sul luogo dove ci fu la base della British Navy.